# باد تاي
باد تاي (بالتايلندية: ผัดไทย), rtgsRTGS: phat thaiphat thai, ISO: p̄hạdịthy, قالب:IPA-th، "مقلي بأسلوب تاي") هو طبق شعرية الأرز والقلي السريع من تايلندا يُقَدَّمُ كثيرا كنوع من طعام الشارع وفي مطاعم محلية شكلية في تايلندا. يتكون من شعرية مجففة مبللة تقلي مع البيض والتوفو الثابت المقطع، وينكه بعجين التمر الهندي وصلصة السمك (nampla, น้ำปลา) والروبيان المجفف والثوم أو الكراث الأندلسي والفلفل الحار الأحمر وسكر النخل ويُقَدَّمُ بإسفين الليم والفول السوداني الجاف المقطع. وقد يحوي كذلك خضار أخرى مثل براعم الفصولياء والثوم المعمر وأوراق القزبر والفجل المخلل (hua chaipo, หัวไชโป๊) وزهور الموز الخامة. وقد يحتوي على الروبيان الطازج ولحم السرطان والسبيدج والدجاج أو مصادر البروتين أمرى أيضا. صيغ نباتية قد تستبدل صلصة السمك بصلصة الصويا وتغفل الروبيان.

## تاريخ الطبق

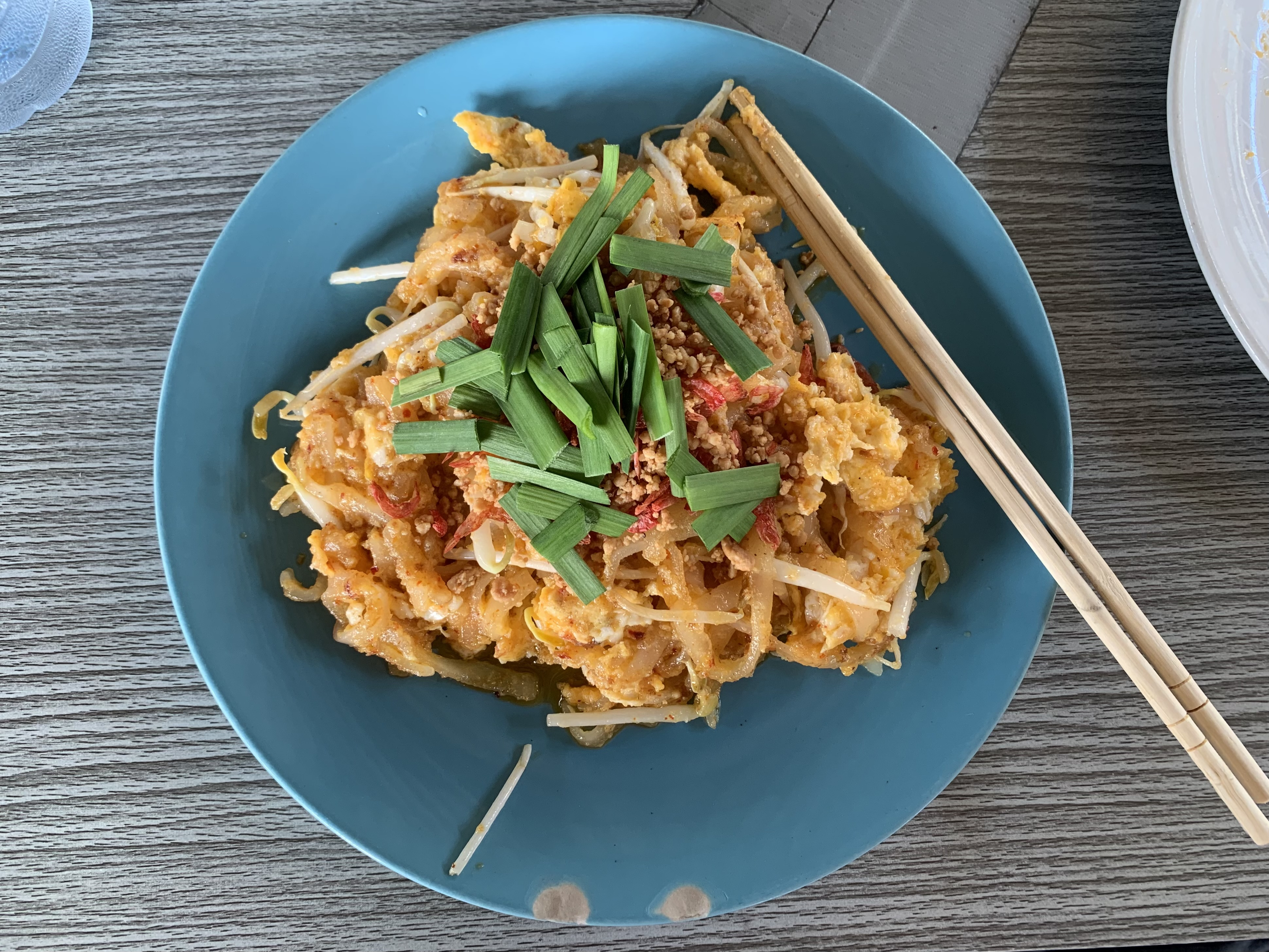
الطبق في الصورة هو "باد تاي" تايلاندي، يحتوي على نودلز بالجمبري، براعم فاصولياء، بصل أخضر، ليمون، فلفل مطحون، وفول سوداني.

على الرغم من إدخال نودلز الأرز المقلي إلى تايلاند من الصين منذ قرون، تم اختراع طبق الطبق التايلاندي في منتصف القرن العشرين.
يؤكد المؤلف Mark Padoongpatt أن الطبق التايلاندي"... ليست هذا الطبق التقليدي والأصلي الذي يعود إلى مئات السنين. لقد تم إنشاؤه بالفعل في ثلاثينيات القرن الماضي في تايلاند. تم إنشاء الطبق لأن تايلاند كانت تركز على بناء الأمة لذلك تم إنشاء هذا الطبق باستخدام المعكرونة الصينية وأطلق عليه اسم باد تاي كوسيلة لتحفيز القومية. "
تفسير آخر لمنشأ الطبق يقول أنه خلال الحرب العالمية الثانية، عانت تايلاند من نقص الأرز بسبب الحرب والفيضانات. لتقليل استهلاك الأرز المحلي، شجعت الحكومة التايلاندية بقيادة رئيس الوزراء بلايك بيبولسونجكراماستهلاك المعكرونة بدلاً من ذلك. روجت حكومته لنودلز الأرز وساعدت في تحديد هوية تايلاند. نتيجة لذلك، تم إنشاء معكرونة جديدة تسمى سين تشان (سميت على اسم مقاطعة تشانثابوري). ومنذ ذلك الحين أصبح طبق باد تاي أحد الأطباق الوطنية في تايلاند. اليوم، يضيف بعض بائعي المواد الغذائية لحم الخنزير أو الدجاج (على الرغم من أن الوصفة الأصلية لم تحتوي على لحم الخنزير بسبب تصور الحكومة أن لحم الخنزير كان لحمًا صينيًا). لا يزال بعض بائعي المواد الغذائية يستخدمون الوصفة الأصلية.